# Rizan
Le Rizan est un ruisseau de l'Ain et de la métropole de Lyon, situé dans le grand parc de Miribel-Jonage.

## Géographie
Il prend sa source dans le Grand parc de Miribel-Jonage à proximité du réservoir du Grand-Large, à 179 m d'altitude, sur le territoire de Meyzieu, dans la métropole de Lyon.
Il se jette dans le lac des Eaux Bleues sur le territoire de Saint-Maurice-de-Beynost, à 173 m d'altitude, dans l'Ain.
Un chemin du grand parc de Miribel-Jonage qui longe le ruisseau se nomme chemin du Rizan.

### Communes et cantons traversés
Dans les deux départements de l'Ain et du Rhône, le Rizan traverse les deux communes suivantes, de l'amont vers l'aval, de Meyzieu (source), et Saint-Maurice-de-Beynost (confluence).
Soit en termes de cantons, le Rizan prend source dans la métropole de Lyon, et conflue le canton de Miribel, dans les arrondissements de Lyon et de Bourg-en-Bresse. 

### Bassin versant
Le Rizan traverse une seule zone hydrographique Le Rhône de l'Ain à la Saône (V300) de 13 711 km2 de superficie.

## Affluent
Le Rizan n'a pas d'affluent référencé. Donc son rang de Strahler est de un.